# Oscar Fraulo
Oscar Luigi Fraulo (* 6. Dezember 2003 in Odense) ist ein dänischer Fußballspieler. Er durchlief die Fußballschule des FC Midtjylland, für die er im August 2021 erstmals im Profibereich zum Einsatz kam, und wechselte im Sommer 2022 nach Deutschland zum Bundesligisten Borussia Mönchengladbach. Des Weiteren ist er dänischer Nachwuchsnationalspieler.

## Karriere im Vereinsfußball

### Erste Schritte in Odense
Oscar Fraulo, Sohn eines italienischen Vaters und einer dänischen Mutter, wurde in Odense geboren. Dort wuchs er auf und lebte mit seiner Familie „nur 500 Meter“ vom Platz von Odense KS. Sein älterer Bruder Emil spielte Fußball und so war es nicht verwunderlich, dass Oscar sowie sein jüngerer Bruder Gustav ebenfalls mit dem Fußballspielen anfingen, eben bei Odense KS. Vater Pantaleone Fraulo sagte zu den Anfängen seiner Söhne folgende Worte: „Wir hatten sie schon früher angemeldet, aber Oscar wollte meine Hand damals nicht loslassen, so dass ich mit ihm um den Platz rennen musste. Deshalb haben wir etwa ein Jahr gewartet, bevor wir ihn für eine Mannschaft anmeldeten.“ Es gab viele Reisen nach Italien, dem Ursprungsland des Vaters, und das Spielgerät, der Fußball, war stets dabei. Oscar Fraulos' Entwicklung bei Odense KS verlief rasant und daher hatte er dann mit älteren Spielern trainiert. Nachdem er an einem Trainingslager am Trainingszentrum des FC Liverpool teilnahm, wollten mehrere dänische Vereine ihn für ihre Fußballschulen gewinnen. Den Zuschlag erhielt schließlich der FC Midtjylland und Oscar wechselte schließlich im Alter von 13 Jahren nach Zentraljütland.

### Jugend beim FC Midtjylland
Der Schritt zum „FCM“ war gleichbedeutend mit dem Wegzug aus dem Elternhaus und Oscar Fraulo lebte bei einer Gastfamilie, wobei es sich hierbei um die Familien der Mitspieler handelt. Später zog er in die Akademie und wohnte in einem Internat. Seine Worte zu diesem Schritt: „Am Anfang war es etwas gewöhnungsbedürftig, aber ich habe mich schnell eingelebt und es lief wirklich gut. Natürlich war es etwas anderes, als bei den Eltern zu wohnen. Aber es hat mir sehr geholfen, mit einem Mannschaftskameraden zusammenzuwohnen, der das Gleiche erlebt und den gleichen Alltag hat.“ Sein Vater sagte zu dem Wechsel von Oscar und auch später Gustav, dass „einige große Entscheidungen getroffen“ wurden und auch sie „entscheiden [mussten]“, ob sie „dazu bereit waren“, aber sie hätten „die Leidenschaft und das Feuer in den Augen der beiden Jungen sehen“. Er sagte zudem, dass er mit den vom FC Midtjylland gebotenen Möglichkeiten zuversichtlich gewesen wären.
Über den Konkurrenzkampf in Herning sagte Vater Pantaleone Fraulo: „Ich habe noch nie Eifersucht zwischen den Jungs erlebt. Ganz im Gegenteil. Sie feuern sich immer gegenseitig an, und obwohl sie offensichtlich beide sehr wettbewerbsorientiert sind, haben sie immer zusammen trainiert und gekämpft. Natürlich gab es auch schon mal ein paar Bälle, Schwüre und Flüche zwischen ihnen, wenn sie gespielt haben, aber sie wollen immer nur das Beste füreinander. Obwohl sie fast seit sie krabbeln können gegeneinander antreten, haben sie immer ein Lächeln im Gesicht und ein Augenzwinkern. Böses Blut hat es zwischen ihnen nie gegeben.“
Mit der A-Jugend (U19) der Zentraljüten erreichte Oscar im Jahr 2022 das Achtelfinale in der UEFA Youth League, wo die Alterskollegen von Benfica Lissabon Endstation bedeuteten. In der Zwischenzeit – am 10. August 2021 – hatte er sein Profidebüt gegeben, denn der damals 18-jährige kam im Rückspiel in der dritten Qualifikationsrunde zur UEFA Champions League gegen die PSV Eindhoven zu einem zehnminütigen Kurzeinsatz. Sein einziger Punktspieleinsatz im Trikot der Profielf war die 0:2-Niederlage am 20. Februar 2022 gegen Aalborg BK, wobei er hierbei 19 Minuten spielen durfte. Da er für die A-Jugend spielberechtigt war, sammelte Fraulo naheliegenderweise Spielpraxis in der U19. Durch seine Leistungen wurden ausländische Vereine auf ihn aufmerksam und es war daher kein Wunder, dass er im Sommer 2022 seine Zelte beim FCM schließlich abbrach.

### Borussia Mönchengladbach und FC Utrecht
Oscar Fraulo wechselte nach Deutschland in die Bundesliga zu Borussia Mönchengladbach und unterschrieb einen Vertrag bis zum 30. Juni 2026. Einsätze hatte er in seinem ersten Jahr bei der „Elf vom Niederrhein“ oftmals in der zweiten Mannschaft, doch am 11. März 2023 kam er bei der 0:3-Niederlage bei RB Leipzig kurz vor Schluss zu seinem ersten Einsatz im Profitrikot der Gladbacher. Aufgrund fehlender Spielpraxis stand nach einem Jahr ein Weggang an – wenn gleich nur auf Leihbasis –, denn im August 2023 wurde Fraulo in die niederländische Eredivisie an den FC Utrecht verliehen. Angekommen im Nachbarland, erkämpfte er sich bald einen Stammplatz als zentraler Mittelfeldspieler – vereinzelt wurde er auch auf anderen Positionen eingesetzt – und qualifizierte sich mit seinem Verein für die ligainternen Play-off-Spiele um die Teilnahme an der UEFA Conference League. Dabei schoss Oscar Fraulo zwei Tore und bereitete vier weitere Treffer vor. In den Play-offs setzte sich der FC Utrecht gegen RKC Waalwijk durch, verlor aber im Finale gegen Go Ahead Eagles Deventer mit 1:2 nach Verlängerung. In diesem Spiel sah Fraulo in der 86. Minute die Rote Karte. Insgesamt bestritt er alle möglichen 32 Ligaspiele für Utrecht sowie zwei Pokalspiele und ein Play-off-Spiel.
Zur Saison 2024/25 gehörte er anfänglich wieder zum Kader von Borussia Mönchengladbach, doch da es keine Garantie auf Spielpraxis gab, wurde Oscar Fraulo im August 2024 erneut an den FC Utrecht verliehen. Die Niederländer besitzen auch eine Kaufoption.

## Karriere in der Nationalmannschaft
Am 4. März 2019 gab Oscar Fraulo beim 4:0-Sieg gegen Schottland während eines UEFA-Turniers auf Malta sein Debüt für die dänische U16-Nationalmannschaft. Er kam bis Mai 2019 zu insgesamt vier Einsätzen (ein Tor). Von 2019 bis 2020 lief Fraulo für die U17-Nationalmannschaft Dänemarks auf. Danach lief er von 2021 bis 2022 für die U19 der Dänen auf und absolvierte fünf Partien, bevor er im November 2022 zwei Partien für Dänemarks U20 bestritt. 
Im März 2022 gab Oscar Fraulo bekannt, auch in Zukunft für dänische Auswahlteams spielen zu wollen und somit diese einer Karriere in italienischen Auswahlmannschaften vorzuziehen. Am 24. März 2023 gab er bei der 2:3-Niederlage im Testspiel in der türkischen Provinz Antalya gegen die Ukraine sein Debüt für die U21 der Dänen.

## Titel
- Dänischer Pokalsieger: 2022